# IC 4900/2
IC 4900/2 је спирална галаксија у сазвијежђу Телескоп која се налази на листи објеката дубоког неба у Индекс каталогу.
Деклинација објекта је - 51° 20' 27" а ректасцензија 19h 50m 23,4s. Привидна величина (магнитуда) објекта IC 4900 износи 16,2 а фотографска магнитуда 17,0. IC 49002 је још познат и под ознакама ESO 233-2A, AM 1946-512, PGC 63719.